# محمد مسعود جبران
محمد مسعود جبران (23 مايو 1946 - 09 فبراير 2019) هو أديب وباحث لغوي ليبي، شغل منصب رئيس مجمع اللغة العربية الليبي.

## سيرته الذاتية
ولد جبران في طرابلس ودرس فيها مراحل تعليمه المختلفة، حاز دبلوم مدرسة الصحافة من مدارس المراسلات المصرية 1962، وتخرج في معهد المعلمين بطرابلس 1968، وحصل على ليسانس اللغة العربية من جامعة طرابلس 1975، ونال درجة الماجستير في الأدب العربي من جامعة الفاتح 1982، والدكتوراه من جامعة محمد الخامس 1997.
عمل مدرسا في التعليم العام، والتدريس الجامعي والعالي بجامعة طرابلس، وكلية الدعوة الإسلامية في طرابلس وزليتن. نشر قصائده ومقالاته الثقافية، وبحوثه العلمية المختلفة في الدوريات الليبية والعربية. وله مشاركات في عدة مؤتمرات وندوات أدبية وعلمية داخل ليبيا وخارجها. مثل: مؤتمر الشباب الإسلامي 1973، وندوة الأدب العربي الحديث 1981، وملتقى توحيد المناهج التعليمية بين الجماهيرية والمغرب 1985، والملتقى الثاني للدراسات المغربية والأندلسية 1988، ومؤتمر المخطوطات والوثائق 1989، وغيرها.

## مؤلفاته
لجبران عدة مؤلفات، منها:
- أحمد الفقيه حسن الجد وتحقيق ما تبقى من آثاره ووثائقه، مركز جهاد الليبيين - 1988
- محمد كامل بن مصطفى وأثره في الحياة الفكرية في ليبيا طرابلس الغرب، مركز جهاد الليبيين - 1981, والطبعة الثانية - 2007، مع تحقيق ديوانه.
- مصطفى بن زكري في إطار حياته وملامح أدبه مع تحقيق ديوانه - 2008
- سليمان الباروني - الدار العربية للكتاب تونس، ليبيا- 1991
- سبك المقال في فك العقال لعبد الواحد بن الطواح، تحقيق، دار الغرب الإسلامي- 1996، والطبعة الثانية بجمعية الدعوة الإسلامية - 2007، تقديم العلامة محمد عبد الهادي المنوني
- إيضاح المبهم من لامية العجم
- محمد عبد الله السني 1268-1351 هـ/ 1851-1932م
- مالك بن المرحل أديب العدوتين 604 هـ - 699 هـ: دراسة تحليلية في أخباره وآثاره وتحقيق نصوصه الباقية
- فنون النثر الأدبي في آثار لسان الدين بن الخطيب، المضامين والخصائص الأسلوبية، دار المدار الإسلامي - 2004
- عبد الواحد بن الطواح من أعلام الغرب الإسلامي المغمورين في القرن الثامن الهجري، دار المدار الإسلامي، بتقديم أبي القاسم محمد كرو - 2002
- اللغة العربية قواعد وتدريبات ونصوص، بالاشتراك، دار الكتاب الجديد - 2002